# 10003 Caryhuang
10003 Caryhuang è un asteroide della fascia principale. Scoperto nel 1971, presenta un'orbita caratterizzata da un semiasse maggiore pari a 2,2122966 au e da un'eccentricità di 0,1287104, inclinata di 1,57696° rispetto all'eclittica.